# Москвин, Василий Иванович
Василий Иванович Москви́н (4 [17] февраля 1910, Орехово-Зуево, ныне Московская область — 1 декабря 1979 года, Орехово-Зуево) — советский военный деятель. Полковник. Герой Советского Союза.

## Начальная биография
Василий Иванович Москвин родился 4 (17) февраля 1910 года в городе Орехово-Зуево ныне Московской области в семье рабочего.
Окончил семь классов школы и школу ФЗУ, после чего работал на фабрике.

## Военная служба

### Довоенное время
В октябре 1929 года был призван в ряды РККА.
В 1932 году окончил Московскую пехотную школу, после чего служил на командных должностях.

### Советско-финская и Великая Отечественная войны
Принимал участие в боях советско-финской войны. С ноября 1939 по март 1940 года командовал батальоном 252-го стрелкового полка. Ночью 25 февраля 1940 года батальон под командованием Москвина преодолел по льду Выборгский залив и штурмом овладел островами Ревонсари (ныне — остров Лисий) и Туппурансари (ныне — остров Вихревой), что способствовало успеху наступления 252-го стрелкового полка.
Указом Президиума Верховного Совета СССР от 21 марта 1940 года за мужество и героизм, проявленные в боях, старшему лейтенанту Василию Ивановичу Москвину присвоено звание Героя Советского Союза с вручением ордена Ленина и медали «Золотая Звезда».
В 1941 году окончил курсы штабных офицеров при Военной академии имени М. В. Фрунзе.
С октября 1941 года принимал участие в боях на Карельском фронте в ходе Великой Отечественной войны. Командовал батальоном, был заместителем начальника оперативного отдела корпуса, командиром стрелкового полка. Принимал участие в обороне Заполярья. В апреле 1942 года был тяжело ранен. В сентябре 1944 года был назначен на должность начальника оперативного отдела штаба 133-го стрелкового корпуса, исполнял должность начальника штаба 135-го стрелкового корпуса. Принимал участие в Будапештской наступательной, Балатонской оборонительной и Венской наступательной операциях.

### Послевоенная карьера
В 1950 году окончил Военную академию имени М. В. Фрунзе. Был начальником отдела военно-учебных заведений военного округа.
В 1955 году полковник Василий Иванович Москвин вышел в запас, после чего жил в городе Орехово-Зуево Московской области. Умер 1 декабря 1979 года. Похоронен на Ореховском кладбище в Орехово-Зуеве.

## Награды
- Медаль «Золотая Звезда»;
- два ордена Ленина (21.03.1940; 26.10.1955);
- два ордена Красного Знамени (20.04.1945; 15.11.1950);
- орден Красной Звезды (1945);
- медали.